# هارولد واتسون (لاعب كريكت)
هارولد واتسون (24 ديسمبر 1879 في المملكة المتحدة - 2 يوليو 1958 في نيوزيلندا) (بالإنجليزية: Harold Watson)‏ هو لاعب كريكت نيوزلندي.

## وصلات خارجية
- هارولد واتسون على موقع إي آس بي آن كريك إنفو (الإنجليزية)